# Xiayuan Shuiku
Xiayuan Shuiku (kinesiska: 霞源水库) är en reservoar i Kina. Den ligger i provinsen Zhejiang, i den östra delen av landet, omkring 180 kilometer sydväst om provinshuvudstaden Hangzhou. Xiayuan Shuiku ligger 307 meter över havet. Arean är 0,32 kvadratkilometer. I omgivningarna runt Xiayuan Shuiku växer i huvudsak blandskog. Den sträcker sig 0,7 kilometer i nord-sydlig riktning, och 0,8 kilometer i öst-västlig riktning.
Genomsnittlig årsnederbörd är 2 495 millimeter. Den regnigaste månaden är juni, med i genomsnitt 499 mm nederbörd, och den torraste är oktober, med 55 mm nederbörd.